# Spitzmausbeutelratten
Die Spitzmaus- oder Kurzschwanz-Beutelratten (Monodelphis) sind eine Gattung der Beutelsäuger aus der Familie der Beutelratten (Didelphidae). Mit über 20 Spezies sind sie die artenreichste Gattung ihrer Familie.

## Beschreibung
Wie der Name schon andeutet, ähneln diese Tiere den Spitzmäusen, mit denen sie aber nicht verwandt sind. Sie sind charakterisiert durch eine langgezogene, spitze Schnauze und einen spärlich behaarten Schwanz, der immer kürzer als der Körper ist. Die Fellfärbung variiert je nach Art von rötlichbraun bis dunkelgrau, manche Tiere haben einen oder drei dunkle Streifen am Rücken. Diese Tiere erreichen eine Kopfrumpflänge von 11 bis 22 Zentimetern, eine Schwanzlänge von 5 bis 9 Zentimetern und ein Gewicht von 25 bis 150 Gramm.

## Verbreitung und Lebensweise
Wie alle Beutelratten leben Spitzmausbeutelratten auf dem amerikanischen Kontinent, ihr Verbreitungsgebiet reicht von Panama bis in das nördliche Argentinien.
Ihr Lebensraum sind vorwiegend Wälder oder offene Graslandschaften. Obwohl sie klettern können, leben sie in erster Linie auf dem Boden. Sie sind dämmerungs- oder nachtaktiv und ziehen sich zum Schlafen in hohle Baumstämme, Felsspalten und seltener in Baumnester zurück. Wie die meisten Beutelratten sind sie Einzelgänger, die außerhalb der Paarungszeit den Kontakt zu Artgenossen meiden.
Spitzmausbeutelratten gelten als geschickte Jäger, sind aber Allesfresser. Zu ihrer Nahrung zählen kleine Wirbeltiere, Insekten, Spinnen, Skorpione und Aas, aber auch Samen und Früchte.

## Fortpflanzung
Weibchen haben 11 bis 17 Zitzen, aber keinen Beutel. Die Tragzeit liegt bei 14 bis 15 Tagen, die Wurfgröße bei 5 bis 12, manchmal bis zu 16 Jungtieren. Diese werden nach knapp zwei Monaten entwöhnt und mit vier bis fünf Monaten geschlechtsreif. Unter günstigen Umständen können sie bis zu viermal im Jahr Nachwuchs zur Welt bringen, de facto ist ihre Lebenserwartung so gering, dass sie oft nur einmal in ihrem Leben gebären. Die meisten Tiere werden kaum älter als ein oder zwei Jahre, das höchste bekannte Alter einer Spitzmausbeutelratte in menschlicher Obhut betrug vier Jahre.

## Die Arten
Es werden folgende Arten unterschieden:
- Untergattung Monodelphis
  - Arlindos Spitzmausbeutelratte (M. arlindoi) kommt im mittleren und südlichen Guyana und in Teilen des nordöstlichen Brasilien vor.
  - Die Guiana-Spitzmausbeutelratte (M. brevicaudata) ist in Guyana und in Venezuela südlich des Orinoko verbreitet.
  - Die Haus-Spitzmausbeutelratte (Monodelphis domestica) ist in Brasilien, Paraguay und Bolivien beheimatet. Sie lebt oft in der Nähe des Menschen, wo sie beliebt ist, da sie Insekten, Spinnen und kleine Nagetiere verzehrt.
  - Die Amazonas-Spitzmausbeutelratte (M. glirina) kommt in einem breiten Streifen vor, der von der Amazonasmündung bis ins südöstliche Peru reicht.
  - Die Kronen-Spitzmausbeutelratte (M. palliolata) kommt im Norden von Venezuela vor.
  - Die Santa-Rosa-Spitzmausbeutelratte (M. sanctaerosae) ist nur von der Typuslokalität im bolivianischen Departamento Santa Cruz bekannt.
  - Die Touan-Spitzmausbeutelratte (M. touan) lebt in Französisch-Guyana, in Amapá und im Gebiet zwischen Rio Tocantins und Rio Xingu.
  - Die Voss-Spitzmausbeutelratte (M. vossi) wurde 2019 als neue Art beschrieben. Sie gehört zur Monodelphis-glirina-Artengruppe und kommt im brasilianischen Bundesstaat Roraima vor.[3]
- Untergattung Microdelphys
  - Die Dreistreifen-Spitzmausbeutelratte (M. americana) aus dem nördlichen und mittleren Brasilien ist durch drei Rückenstreifen gekennzeichnet.
  - Gardners Spitzmausbeutelratte (M. gardneri) lebt in Zentralperu.
  - Iherings Spitzmausbeutelratte (M. iheringi) lebt im südlichen Brasilien.
  - Die Rotkopf-Spitzmausbeutelratte (M. scalops) ist in Südostbrasilien beheimatet.
- Untergattung Monodelphiops
  - Die Gelbflanken-Spitzmausbeutelratte (M. dimidiata) aus Brasilien, Uruguay und Nordargentinien bringt nur ein einziges Mal in ihrem Leben Nachwuchs zur Welt und wird selten älter als ein Jahr.
  - Die Einstreifen-Spitzmausbeutelratte (M. unistriata) aus Südostbrasilien ist durch einen Rückenstreifen gekennzeichnet.
- Untergattung Mygalodelphys
  - Die Braune Spitzmausbeutelratte (M. adusta) lebt im nordwestlichen Südamerika.
  - Handleys Spitzmausbeutelratte (M. handleyi) ist bisher nur aus der peruanischen Provinz Requena (Region Loreto) bekannt.
  - Kuns Spitzmausbeutelratte (M. kunsi) kommt in einem großen Gebiet südlich des Amazonasbeckens vor.
  - Osgoods Kurzschwanzopossum (M. osgoodi) ist in Peru und Bolivien beheimatet.
  - Die Peru-Spitzmausbeutelratte (M. peruviana) lebt in den östlichen Anden im Süden und im Zentrum von Peru.
  - Die Langnasen-Spitzmausbeutelratte (M. pinocchio) ist in der Mata Atlântica im südöstlichen Brasilien endemisch.[4]
  - Reigs Spitzmausbeutelratte (M. reigi) ist nur aus einem kleinen Gebiet im östlichen Venezuela und westlichen Guyana bekannt.
  - Die Ronald-Spitzmausbeutelratte (M. ronaldi) lebt im Süden von Peru am linken Ufer des Río Madre de Dios.
  - Die Saci-Spitzmausbeutelratte (M. saci) kommt im südlichen, brasilianischen Amazonasgebiet vor.[5]
- Untergattung Pyrodelphys
  - Die Emilia-Spitzmausbeutelratte (M. emiliae) ist im Amazonasbecken beheimatet.

## Bedrohung
Diese Tiere werden nicht direkt verfolgt, leiden aber an der Verkleinerung ihres Lebensraumes. Die IUCN listet zwölf Arten als gefährdet oder bedroht.

## Belege
1. ↑  Diego Astúa: Family Didelphidae (Opossums). Seite 146–156 in Don E. Wilson, Russell A. Mittermeier: Handbook of the Mammals of the World – Volume 5. Monotremes and Marsupials. Lynx Editions, 2015, ISBN 978-84-96553-99-6
2. ↑  Silvia E. Pavan, Robert S. Voss: A revised subgeneric classification of short-tailed opossums (Didelphidae, Monodelphis). (American Museum novitates, no. 3868)
3. ↑  Silvia E. Pavan: A revision of the Monodelphis glirina group (Didelphidae: Marmosini), with a description of a new species from Roraima, Brazil. Journal of Mammalogy, Januar 2019, S. 1–15 doi:10.1093/jmammal/gyy165
4. ↑  Silvia E. Pavan: A New Species of Monodelphis (Didelphimorphia: Didelphidae) from the Brazilian Atlantic Forest. American Museum Novitates Number 3832 :1-15. 2015. doi: 10.1206/3832.1
5. ↑  Pavan, Silvia E.; Mendes-Oliveira, Ana C.; Voss, Robert S.: A new species of Monodelphis (Didelphimorphia, Didelphidae) from the Brazilian Amazon. American Museum novitates, no. 3872, Februar 10, 2017